# Anni 80
Gli anni 80 sono il decennio che comprende gli anni dall'80 all'89 inclusi.

## Eventi, invenzioni e scoperte
- Roma - Inaugurazione del Colosseo

## Personaggi
- 81 Roma – Morte di Tito Imperatore Romano